# Klement Ortloph
Klement Ortloph (* 21. Mai 1890 in München; † 24. September 1973) war ein deutscher Politiker (CSU) und Mitglied des Bayerischen Landtags.

## Leben
Ortloph absolvierte die Kreisackerbauschule Triesdorf und bis 1914 verschiedene Praktika in landwirtschaftlichen Betrieben. Nach der Teilnahme am Ersten Weltkrieg war er Bezirksackerbaumeister in Ingolstadt und Verwalter der Güter Holzen und Nannhofen. Seit 1920 gehörte er der Bezirksbauernkammer Ingolstadt an. Von 1924 bis 1933 fungierte er als Bezirkssekretär des Bayerischen Bauern- und Mittelstandsbundes in Regensburg sowie als Herausgeber der Regensburger Allgemeinen Zeitung. Während der Zeit des Nationalsozialismus war er als Steuer- und Wirtschaftsberater tätig. Nach dem Kriegsende 1945 gehörte er zu den Mitbegründern der CSU in Bayern. 1946 wurde er Vorsitzender des CSU-Bezirksverbandes Oberpfalz und vertrat die Partei in der Verfassungsgebenden Landesversammlung. Von 1946 bis 1958 gehörte er dem Bayerischen Landtag an. Darüber hinaus war er Vorsitzender des landwirtschaftlichen Landesschulbeirats und der Vereinigung ehemaliger Triesdorfer Kreisackerbauschüler.

## Auszeichnungen
- 1959: Bayerischer Verdienstorden